# Cot Tam
Cot Tam är en kulle i Indonesien.   Den ligger i provinsen Aceh, i den västra delen av landet, 1 800 km nordväst om huvudstaden Jakarta. Toppen på Cot Tam är 133 meter över havet.
Terrängen runt Cot Tam är kuperad åt nordost, men åt sydväst är den platt. Terrängen runt Cot Tam sluttar västerut. Runt Cot Tam är det tätbefolkat, med 257 invånare per kvadratkilometer. Närmaste större samhälle är Banda Aceh, 12,9 km väster om Cot Tam. Omgivningarna runt Cot Tam är en mosaik av jordbruksmark och naturlig växtlighet.